# Hoyte van Hoytema
Hoyte van Hoytema (IPA: [ˌɦɔi̯tə vɑn ˈɦɔi̯təmə]; Horgen, 4 ottobre 1971) è un direttore della fotografia olandese con cittadinanza svedese naturalizzato svizzero.

## Biografia
Hoyte van Hoytema studia presso la National Film School di Łódź. Lavora inizialmente tra Svezia, Norvegia e Germania, per poi arrivare al grande cinema negli Stati Uniti d'America e nel Regno Unito.
È membro della Netherlands Society of Cinematographers (Società dei direttori della fotografia olandesi) e della Föreningen Sveriges Filmfotografer (Società dei direttori della fotografia svedesi).

## Filmografia

### Direttore della fotografia

#### Cinema
- Svidd neger, regia di Erik Smith Meyer (2003)
- Tarifa Traffic: Death in the Straits of Gibraltar, regia di Joakim Demmer - documentario (2003)
- Salto, salmiakk og kaffe, regia di Mona J. Hoel (2004)
- Pistvakt, regia di Stephan Apelgren (2005)
- Nach der Musik, regia di Igor Heitzmann - documentario (2007)
- Lasciami entrare (Låt den rätte komma in), regia di Tomas Alfredson (2008)
- Flickan, regia di Fredrik Edfeldt (2009)
- Ond tro, regia di Kristian Petri (2010)
- The Fighter, regia di David O. Russell (2010)
- La talpa (Tinker Tailor Soldier Spy), regia di Tomas Alfredson (2011)
- Call Girl, regia di Mikael Marcimain (2012)
- Lei (Her), regia di Spike Jonze (2013)
- Interstellar, regia di Christopher Nolan (2014)
- Spectre, regia di Sam Mendes (2015)
- Dunkirk, regia di Christopher Nolan (2017)
- Ad Astra, regia di James Gray (2019)
- Tenet, regia di Christopher Nolan (2020)
- Nope, regia di Jordan Peele (2022)
- Oppenheimer, regia di Christopher Nolan (2023)

#### Televisione
- Den förste zigenaren i rymden - miniserie TV (2002)
- Danslärarens återkomst - miniserie TV (2004)
- Lasermannen - miniserie TV (2005)
- En fråga om liv och död - miniserie TV (2006)
- Upp till kamp - miniserie TV (2007)
- Doktor Glas, regia di Hoyte van Hoytema - Film TV (2009)

### Regista
- Doktor Glas - Film TV (2009)

### Montaggio
- Svidd neger, regia di Erik Smith Meyer (2003)

### Colonne sonore
- Moze to grzech, ze sie modle - documentario cortometraggio (1994)

### Produttore
- Doktor Glas, regia di Hoyte Van Hoytema - Film TV (2009)

## Riconoscimenti
- Premio Oscar
  - 2018 – Candidatura per la migliore fotografia per Dunkirk[1]
  - 2024 – Miglior fotografia per Oppenheimer[2]
- British Academy Film Awards
  - 2012 - Candidatura per la miglior fotografia per La talpa
  - 2015 - Candidatura per la miglior fotografia per Interstellar
  - 2018 - Candidatura per la migliore fotografia per Dunkirk[3]
  - 2024 - Migliore fotografia per Oppenheimer[4]
- ASC Awards
  - 2018 - Candidatura per la miglior fotografia per Dunkirk[5]
  - 2024 - Miglior fotografia per Oppenheimer[6]
- American Society of Cinematographers
  - 2012 -  Candidatura per la miglior fotografia per La talpa
- Chicago Indie Critics Awards[7]
  - 2020 - Candidatura per la miglior fotografia per Tenet
- Camerimage
  - 2011 - Candidatura per la miglior fotografia per La talpa
- Central Ohio Film Critics Association Awards
  - 2014 - Secondo posto per la miglior fotografi per Lei
- Chicago Film Critics Association
  - 2013 - Candidatura per la Miglior fotografia per Lei
- Chlotrudis Awards
  - 2009 - Miglior fotografia per Lasciami entrare
- Critics' Choice Awards
  - 2014 - Candidatura per la miglior fotografia per Interstellar
  - 2018 - Candidatura per la miglior fotografia per Dunkirk[8]
  - 2021 - Candidatura per la miglior fotografia per Tenet[9]
  - 2024 - Miglior fotografia per Oppenheimer[10]
- European Film Awards
  - 2012 - Candidatura per la Miglior fotografia per La talpa
- Fantasia Film Festival
  - 2008 - Miglior fotografia per Lasciami entrare
- Georgia Film Critics Association
  - 2012 - Candidatura per la miglior fotografia per La talpa
- Guldbagge Award
  - 2009 - Miglior fotografia per Lasciami entrare
  - 2010 - Miglior fotografia per Flickan
  - 2013 - Miglior fotografia per Call Girl
- Göteborg Film Festival
  - 2008 - Miglior fotografia per Lasciami entrare
- Los Angeles Film Critics Association[11]
  - 2022 - Seconda miglior fotografia per Nope
- North Texas Film Critics Association[12]
  - 2020 - Miglior fotografia per Tenet
- Online Film & Television Association
  - 2014 - Candidatura per la miglior fotografia per Lei
- San Diego Film Critics Society Awards[13]
  - 2017 - Miglior fotografia per Dunkirk[14]
  - 2019 - Candidatura per la miglior fotografia per Ad Astra[15][16]
  - 2021 - Candidatura per la migliore fotografia per Tenet
- Satellite Award[17]
  - 2015 - Candidatura per la miglior fotografia per Interstellar
  - 2016 - Candidatura per la miglior fotografia per Spectre[18]
  - 2018 - Candidatura per la migliore fotografia per Dunkirk[19]
  - 2021 - Candidatura per la migliore fotografia per Tenet[20]
  - 2024 - Candidatura per la migliore fotografia per Oppenheimer
- St. Louis Gateway Film Critics Association Awards
  - 2014 - Candidatura per la miglior fotografia per Interstellar
- San Francisco Film Critics Circle
  - 2013 - Candidatura per la miglior fotografia per Lei
- Washington D.C. Area Film Critics Association[21]
  - 2013 - Candidatura per la miglior fotografia per Lei
  - 2021 - Candidatura per la miglior fotografia per Tenet